# Ирина Палм сделает это лучше
«Ирина Палм сделает это лучше» (англ. Irina Palm, Palm в переводе с английского означает ладонь) —  драма режиссёра Сэма Гарбарски  с Марианной Фэйтфул и Мики Манойловичем в главных ролях. Над фильмом работали специалисты пяти стран — Великобритании, Бельгии, Люксембурга, Франции и Германии. Премьера фильма состоялась 13 февраля 2007 года на Берлинском кинофестивале.

## Сюжет
Мэгги, пожилая вдова, живёт одна в своём доме в пригороде Лондона. Ввиду отсутствия хорошего образования она никогда в жизни не работала, оставаясь всегда домохозяйкой. Между тем она остро нуждается в деньгах для спасения своего больного внука Олли, которому угрожает смерть. Мэгги, для которой человеческая жизнь является наивысшим благом, делает всё возможное, чтобы собрать деньги на лечение внука: она закладывает дом, в котором живёт, направляет все имеющиеся деньги на лечение Олли.
Между тем вскоре становится известным, что Олли необходима серьёзная операция в Австралии. При этом все расходы, связанные с лечением, ложатся на плечи безработных родителей Олли, которые с каждым днём всё больше теряют надежду. Мэгги во что бы то ни стало решает найти деньги и отправляется впервые в своей жизни на поиски работы. Однако ввиду отсутствия какой-либо квалификации ей не удаётся найти источник заработка, пока она не натыкается в лондонском Сохо на табличку «Требуются официантки. Зарплата высокая». В полном отчаянии, не видя, что это за место, Мэгги спускается в клуб «Мир секса», и только там узнаёт от владельца клуба Мики, что в реальности означает предложенная работа. Данное известие шокирует её, но вследствие отсутствия альтернативы она принимает предложение. Её работа в клубе заключается в мастурбации просунутых в специальное отверстие половых членов.
Со временем Мэгги под псевдонимом Ирины Палм становится всё более успешной в своём занятии и зарабатывает уже около 800 фунтов в неделю. Однако здоровье внука постоянно ухудшается, и Мэгги просит Мики одолжить ей недостающие 6000 фунтов при условии, что она отработает у него 10 недель в будущем. Мики соглашается, и Мегги отдаёт полученные деньги своему сыну. У последнего, однако, возникает вопрос, каким образом мать заработала эти деньги. Так как Мэгги отказывается рассказать правду, он предпринимает попытку проследить за ней, в результате которой узнаёт всю правду.
В конце истории сын Мэгги понимает свою мать, он благодарен ей за её самоотверженность, и вместе с женой и сыном он отправляется в Австралию на лечение. Между Мэгги и Мики выстраиваются отношения, которые могут перерасти в будущем в любовь.

## В ролях
| Актёр            | Роль               |
| ---------------- | ------------------ |
| Марианна Фэйтфул | Мэгги / Ирина Палм |
| Мики Манойлович  | Мики               |
| Кевин Бишоп      | Том                |
| Кори Бурк        | Олли               |
| Шиван Хьюлетт    | Сара               |
| Дженни Эгаттер   | Джейн              |

## Награды и номинации
- Участник основного конкурса  57-го Берлинского международного кинофестиваля[5]
- Премия Европейской киноакадемии 2007: номинации на лучшую женскую (Марианна Фэйтфул) и мужскую (Мики Манойлович) роли года[6]
- Премия «Давид ди Донателло» за лучший европейский фильм (2008)